# Monoporella aleutica
Monoporella aleutica är en mossdjursart som beskrevs av James Dick 2008. Monoporella aleutica ingår i släktet Monoporella och familjen Monoporellidae. Inga underarter finns listade i Catalogue of Life.